# Tumacácori National Monument
Tumacácori National Monument to nieistniejący obecnie pomnik narodowy w Stanach Zjednoczonych, w stanie Arizona. Pomnik został ustanowiony 15 września 1908 roku przez prezydenta Stanów Zjednoczonych Theodore'a Roosevelta. Jego obszar został nieznacznie powiększony 28 marca 1958 roku. Kongres Stanów Zjednoczonych przekształcił go 6 sierpnia 1990 roku w historyczny park narodowy Tumacácori National Historical Park.